# John Cook (Golfspieler)
John Cook (* 2. Oktober 1957 in Toledo, Ohio) ist ein US-amerikanischer Profigolfer der PGA TOUR. Er gehört zu den Veteranen dieser großen nordamerikanischen Turnierserie, spielt dort seit 1980 in über 700 Turnieren und gewann elf davon.
Der U.S. Amateur Champion von 1978 wurde im Jahr darauf Berufsgolfer und holte sich 1981 seinen ersten Sieg auf der PGA TOUR. Im Jahre 1983 gewann er gemeinsam mit Partner Mark O’Meara den World Cup für die USA und stand zehn Jahre später in der siegreichen amerikanischen Mannschaft des Ryder Cup. 2003 musste er sich einer Schulteroperation unterziehen, wobei mehrere Zysten entfernt wurden. 
Seit Oktober 2007 ist Cook für die PGA Tour Champions spielberechtigt, wo er zum Einstand gleich einen Turniersieg landen konnte.

## PGA Tour Siege
- 1981 (1) Bing Crosby National Pro-Am
- 1983 (1) Canadian Open
- 1987 (1) The International
- 1992 (3) Bob Hope Chrysler Classic, United Airlines Hawaiian Open, Las Vegas Invitational
- 1996 (2) FedEx St. Jude Classic, CVS Charity Classic
- 1997 (1) Bob Hope Chrysler Classic
- 1998 (1) GTE Byron Nelson Golf Classic
- 2001 (1) Reno-Tahoe Open

## Champions Tour Siege
- 2007 (1) AT&T Championship
- 2008 (1) AT&T Championship
- 2009 (2) Administaff Small Business Classic, Charles Schwab Cup Championship
- 2010 (1) Charles Schwab Cup Championship
- 2011 (3) Mitsubishi Electric Championship at Hualalai, Outback Steakhouse Pro-Am, Montreal Championship
- 2013 (1) Mitsubishi Electric Championship at Hualalai
- 2014 (1) Nature Valley First Tee Open at Pebble Beach

## Andere Turniersiege
- 1982 Sao Paulo Open (Brasilien)
- 1994 Fred Meyer Challenge (mit Mark O’Meara)
- 1995 Mexican Open
- 2000 Fred Meyer Challenge (mit Mark O’Meara)
- 2010 Gary Player Invitational (mit Sergio García)

## Teilnahmen an Teambewerben
- World Cup (für USA): 1983 (Sieger)
- Ryder Cup (für USA): 1993 (Sieger)